# Alan Weinstein
Alan David Weinstein (Nova Iorque, 17 de junho de 1943) é um matemático estadunidense.
É professor da Universidade da Califórnia em Berkeley, trabalhando com geometria simplética, geometria de Poisson e física matemática.
Weinstein obteve o doutorado em Berkeley em 1967, orientado por Shiing-Shen Chern, com a tese The Cut Locus and Conjugate Locus of a Riemannian Manifold.

## Livros
- Geometric Models for Noncommutative Algebras, by A. Cannas da Silva and A. Weinstein, was published in 1999 by the American Mathematical Society in the Berkeley Mathematics Lecture Notes series.
- Lectures on the Geometry of Quantization, by S. Bates and A. Weinstein, was published in 1997  in the same series.
- Basic Multivariable Calculus, by J.E. Marsden, A.J. Tromba, and A. Weinstein, was published in 1993 by W.A. Freeman and Company and by Springer-Verlag.
- Calculus I,II,III, by J.E. Marsden and A. Weinstein, was published in 1985 by Springer-Verlag.
- Calculus Unlimited, by J.E. Marsden and A. Weinstein, was published in 1981 by Benjamin/Cummings and is now out of print.